# Jessica Hopper
 (mai 2022).
La mise en forme du texte ne suit pas les recommandations de Wikipédia : il faut le « wikifier ».
Les points d'amélioration suivants sont les cas les plus fréquents :
- Les titres sont pré-formatés par le logiciel. Ils ne sont ni en capitales, ni en gras.
- Le texte ne doit pas être écrit en capitales (les noms de famille non plus), ni en gras, ni en italique, ni en « petit »…
- Le gras n'est utilisé que pour surligner le titre de l'article dans l'introduction, une seule fois.
- L'italique est rarement utilisé : mots en langue étrangère, titres d'œuvres, noms de bateaux, etc.
- Les citations ne sont pas en italique mais en corps de texte normal. Elles sont entourées par des guillemets français : « et ».
- Les listes à puces sont à éviter, des paragraphes rédigés étant largement préférés. Les tableaux sont à réserver à la présentation de données structurées (résultats, etc.).
- Les appels de note de bas de page (petits chiffres en exposant, introduits par l'outil «  Source ») sont à placer entre la fin de phrase et le point final[comme ça].
- Les liens internes (vers d'autres articles de Wikipédia) sont à choisir avec parcimonie. Créez des liens vers des articles approfondissant le sujet. Les termes génériques sans rapport avec le sujet sont à éviter, ainsi que les répétitions de liens vers un même terme.
- Les liens externes sont à placer uniquement dans une section « Liens externes », à la fin de l'article. Ces liens sont à choisir avec parcimonie suivant les règles définies. Si un lien sert de source à l'article, son insertion dans le texte est à faire par les notes de bas de page.
- La présentation des références doit suivre les conventions bibliographiques. Il est recommandé d'utiliser les modèles {{Ouvrage}}, {{Chapitre}}, {{Article}}, {{Lien web}} et/ou {{Bibliographie}}. Le mode d'édition visuel peut mettre en forme automatiquement les références.
- Insérer une infobox (cadre d'informations à droite) n'est pas obligatoire pour parachever la mise en page.

Pour une aide détaillée, merci de consulter Aide:Wikification.
Si vous pensez que ces points ont été résolus, vous pouvez retirer ce bandeau et améliorer la mise en forme d'un autre article.
Jessica Hopper est une écrivaine américaine née le 5 septembre 1976. Elle a publié une compilation de ses essais, articles, zines et critiques en mai 2015 sous le nom The First Collection of Criticism by a Living Female Rock Critic,,,. En 2018, elle publie un mémoire, Night Moves.

## Jeunesse
Jessica Hopper est née dans l'Indiana et a grandi à Minneapolis. Sa mère était rédactrice en chef d'un journal, son père journaliste et son beau-père procureur. Jessica Hopper a décrit cette situation familiale comme alimentant son intérêt pour le journalisme et pour la recherche de la vérité. Elle a commencé à écrire sur la musique pendant son adolescence, stimulée par l'article d'un magazine qui avait mal compris l'un de ses groupes préférés: Babes in Toyland. D'après Jessica Hopper, le magazine qualifiait la musique de « caustique et criarde » alors que Jessica Hopper trouvait dans le groupe une « esthétique [...] vraiment stimulante ». À l'âge de 15 ans, Jessica Hopper a appelé le magazine pour qu'ils publient sa critique. Le magazine n'a pas répondu, mais Hopper a lancé son propre fanzine. L'année suivante, à 16 ans, elle a commencé à travailler en freelance pour l'hebdomadaire alternatif City Pages.
La punk féministe et critique musicale Terri Sutton a encouragé Jessica Hopper Punk féministe à trouver sa propre voix « fidèle, caustique et sans compromis ».

## Carrière
Dès lors, Jessica Hopper a écrit pour des journaux et des périodiques tels que le Chicago Tribune, The Chicago Reader et Spin. Elle a été superviseure musicale pour This American Life et la première rédactrice musicale du webzine radical pour adolescentes Rookie. De 1991 à 2005, elle publie le fanzine Hit It Or Quit It,,.
Parallèlement à son travail d'écriture, Jessica Hopper a travaillé dans les relations publiques et la gestion de groupes jusqu'à la fin de la vingtaine, date à laquelle elle se consacre pleinement à l'écriture.
Jessica Hopper a été rédactrice en chef de Pitchfork et du trimestriel imprimé The Pitchfork Review d'octobre 2014 à novembre 2015. Elle a été nommée directrice éditoriale de la musique pour MTV News en 2016,,.
La journaliste de The Guardian Laura Snapes a décrit Jessica Hopper comme « l'une des rares journalistes musicales dont chaque nouvelle production ressemble à un événement. Lorsque le dernier album de Björk, Vulnicura, a fuité en janvier, c'est l'interview de Jessica Hopper qui a montré le contexte déchirant du disque ». Le journaliste Paste Mack Hayden a décrit Jessica Hopper comme « l'une des voix les plus typique du monde de la critique musicale ».
En 2018, Hopper a publié un mémoire intitulé Night Moves.

## Vie personnelle
Hopper habite à Chicago où elle a deux fils,.